# كلود ميلر
كلود ميلر (بالفرنسية: Claude Miller)‏ (و. 1942 – 2012 م) هو مخرج سينمائي، وممثل، وكاتب سيناريو، ومنتج أفلام من فرنسا . ولد في باريس .
توفي في باريس . بسبب سرطان .

## التعليم
تعلم في Institut des hautes études cinématographiques

## جوائز وترشيحات
حصل على جوائز منها:
- جائزة لجنة التحكيم (مهرجان كان)، عن عمل:Class Trip (1998)
- Louis Delluc Prize، عن عمل:An Impudent Girl (1985)
- جائزة سيزر لأفضل كاتب سيناريو، عن عمل:Garde à Vue (1982)
- قائد الفنون والآداب.

ترشح لـ:
- جائزة سيزر لأفضل مخرج، عن عمل:A Secret (2008)
- César Award for Best Adaptation، عن عمل:A Secret (2008)
- جائزة سيزر لأفضل فيلم، عن عمل:A Secret (2008)
- جائزة سيزر لأفضل مخرج، عن عمل:Little Lili (2004)
- جائزة سيزر لأفضل كاتب سيناريو، عن عمل:The Little Thief (1989)
- جائزة سيزر لأفضل مخرج، عن عمل:The Little Thief (1989)
- جائزة سيزر لأفضل مخرج، عن عمل:An Impudent Girl (1986)
- جائزة سيزر لأفضل فيلم، عن عمل:An Impudent Girl (1986)
- جائزة سيزر لأفضل كاتب سيناريو، عن عمل:An Impudent Girl (1986)
- جائزة سيزر لأفضل فيلم، عن عمل:Garde à Vue (1982)
- جائزة سيزر لأفضل كاتب سيناريو، عن عمل:Garde à Vue (1982)
- جائزة سيزر لأفضل مخرج، عن عمل:Garde à Vue (1982)
- جائزة سيزر لأفضل مخرج، عن عمل:This Sweet Sickness (1978)
- جائزة سيزر لأفضل مخرج، عن عمل:The Best Way to Walk (1977)
- جائزة سيزر لأفضل فيلم، عن عمل:The Best Way to Walk (1977)
- جائزة سيزر لأفضل كاتب سيناريو، عن عمل:The Best Way to Walk (1977)
- جائزة الغولدن غلوب لأفضل فيلم - دراما، عن عمل:أريد أن أعيش (1958).

## روابط خارجية
- كلود ميلر على موقع IMDb (الإنجليزية)
- كلود ميلر على موقع مونزينجر (الألمانية)
- كلود ميلر على موقع ألو سيني (الفرنسية)
- كلود ميلر على موقع أول موفي (الإنجليزية)
- كلود ميلر على موقع قاعدة بيانات الأفلام السويدية (السويدية)
- كلود ميلر على موقع ديسكوغز (الإنجليزية)
- كلود ميلر على موقع قاعدة بيانات الفيلم (الإنجليزية)
- كلود ميلر على موقع كينوبويسك (الروسية)